# Southside Johnny
Southside Johnny, född John Lyon 4 december 1948 i Neptune City, New Jersey, är en amerikansk sångare, munspelare och låtskrivare. Han är frontfigur i bandet Southside Johnny & The Asbury Jukes. Southside Johnny är en klassisk rock/soulsångare och bandet har ett fylligt sound med en dominerande blåssektion.
Southside Johnny kommer från New Jersey och är god vän och kollega med Bruce Springsteen. Springsteen skrev en stor del av Southside Johnnys låtar i slutet av 1970-talet. Mest känd av dessa är kanske "Hearts of Stone". Asbury Jukes blev sedermera "The Jukes". I början av 1990-talet kom skivan Better Days där Steve Van Zandt skrev och producerade de flesta låtarna. Medverkade gjorde även Springsteen och Jon Bon Jovi. Southside Johnny turnerar fortfarande flitigt.

## Diskografi (urval)
Southside Johnny & the Asbury Jukes
- 1976 – I Don't Want to Go Home
- 1976 – Live at the Bottom Line
- 1977 – This Time It's for Real
- 1978 – Hearts of Stone
- 1979 – The Jukes
- 1980 – Love Is a Sacrifice
- 1981 – Reach Up & Touch the Sky: Live
- 1983 – Trash It Up
- 1991 – Better Days
- 1995 – Ruff Stuff (EP)
- 1996 – Jukes Live at the Bottom Line
- 2000 – Live at the Paradise Theatre
- 2000 – Messin' with the Blues
- 2002 – Going to Jukesville
- 2003 – Found in a Closet (EP)
- 2004 – Missing Pieces
- 2005 – Into the Harbour
- 2007 – Jukebox
- 2008 – Ruff Stuff 3 (EP)
- 2008 – From Southside to Tyneside
- 2008 – 1978: Live in Boston
- 2009 – Hearts of Stone LIVE
- 2010 – Pills and Ammo
- 2011 – Acoustic Ammo (EP)
- 2012 – Men Without Women LIVE
- 2015 – Soultime!

Southside Johnny & the Jukes
- 1983 – Trash It Up!
- 1984 – In the Heat
- 1986 – At Least We Got Shoes

Southside Johnny
- 1988 – Slow Dance
- 1997 – Spittin' Fire

Southside Johnny with La Bamba's Big Band
- 2008 – Grapefruit Moon: The Songs of Tom Waits

Southside Johnny & the Poor Fools
- 2013 – Songs from the Barn